# De pura sangre
De pura sangre es una telenovela mexicana producida por Ernesto Alonso para la cadena Televisa entre 1985 y 1986. Fue transmitida por El Canal de las Estrellas. Fue escrita por María Zarattini y protagonizada por Christian Bach y Humberto Zurita, con las participaciones antagónicas de Enrique Álvarez Félix, Manuel Ojeda, Víctor Junco y Margarita Gralia.

## Sinopsis
En el rancho San Joaquín, ubicado en San Miguel de Allende, fallece el millonario don Alberto Duarte Solís, dueño de una gran fortuna y de una próspera finca donde se crían caballos purasangre. Su pariente más cercano es su sobrina, Florencia (Christian Bach), que va a casarse con su ambicioso prometido, Leonardo Altamirano (Enrique Álvarez Félix). Este se las promete muy felices pensando que su futura esposa será dueña de una gran fortuna, pero, para su gran horror, Florencia solo va a heredar el treinta por ciento del dinero; el resto de la fortuna de don Alberto y la finca pasarán a manos de un desconocido procedente de Madrid, Alberto Salerno (Humberto Zurita).
Homero (Víctor Junco), tío de Leonardo y tan interesado como él, realiza planes para que Alberto sea arrestado por narcotráfico de camino a México y condenado a veinte años de cárcel. Mientras tanto, Leonardo se casa con Florencia y la anima a impugnar el testamento debido a la ausencia del heredero principal, y así ella se convierte en dueña de todo, pero solo de nombre, porque es Leonardo quien se ocupa de todo en la finca. No obstante, solo ocho meses después, Alberto escapa de prisión durante un incendio y se dirige a San Miguel Allende con una idea en mente, vengarse.
Su principal sospechosa es, evidentemente, Florencia, pues ella sabía que él estaba de camino y también tenía motivos para eliminarlo. Alberto, quien fuera policía, decide empezar a investigar lo sucedido desde dentro. Con el nombre falso de Marcos Mejía, consigue trabajo como un peón en la finca que técnicamente es suya. Sin embargo, se sorprende al descubrir en Florencia a una hermosa mujer que parece sumida en la tristeza. Florencia, atrapada en un matrimonio que no se ha consumado y llena de frustración sexual, se siente atraída por el nuevo trabajador.

## Elenco
- Christian Bach - Florencia Duarte Valencia
- Humberto Zurita - Alberto Salerno del Villar / Marcos Mejía
- Enrique Álvarez Félix - Leonardo Altamirano
- José Antonio Ferral - Fulgencio
- Manuel Ojeda - Carlos Meléndez
- Delia Casanova - Laura Blanchet
- Luis Xavier - Felipe Alvarado
- Alicia Rodríguez - Beatriz Valencia vda. de Duarte
- Víctor Junco - Homero Altamirano
- Arsenio Campos - Diego Bustamante
- Miguel Maciá - Padre Francisco Alvear
- Margarita Gralia - Andrea
- Ofelia Cano - Carmelita
- Jacaranda Alfaro - Chuy
- Carmen Cortés - Josefina
- Graciela Lara - Amparo
- Thalía Salas - Regina
- Josefina Castellanos - Lulú
- Raúl Morales - Lic. Hernández
- Tito Guízar - Juan
- José Chávez - Teniente González
- Carlos Guerra - Javier
- Joaquín Gallegos
- Julia Marichal
- Miguel Ángel Negrete - Teniente Gallegos
- Rosa Elena Díaz - Rosa del Villar
- Guillermo García Cantú - Anselmo Bustamante
- Azucena Rodríguez - Elena Valencia
- Maristel Molina - Ángela
- Fortino Salazar - Agente de policía
- Alfonso Kaffiti - Mario Salerno
- Jorge Victoria - Jefe de Policía
- Fidel Garriga - Nicolás
- José Luis Llamas - Bernal
- Claudia Inchaurregui - Ana María Salerno
- Arturo Laphan - Padre José María
- Carl Hillos - Amigo de Mario Salerno
- Adalberto Parra - Hampón
- Alberto Macías - Camilo
- Alejandro Ruiz - Agustín
- Ernesto Alonso - Procurador

## Equipo de producción
- Historia original y adaptación: María Zarattini
- Tema musical: Sinfonía #29
- Autor: Wolfgang Amadeus Mozart
- Escenografía: Isabel Cházaro
- Ambientación: Ariel Bianco
- Vestuario de Christian Bach por: Carlo Demichelis
- Coordinación de vestuario Christian Bach: Flora Burillo
- Editor: Roberto Nino
- Luminotécnico: Sergio Treviño
- Jefe de producción: Gerardo Lucio
- Coordinación de producción: Guadalupe Cuevas
- Dirección de cámaras: Carlos Guerra Villarreal
- Dirección de escena: José Rendón
- Producción: Ernesto Alonso

## Premios y nominaciones

### Premios TVyNovelas 1986
| Categoría                 | Nominado(a)            | Resultado |
| ------------------------- | ---------------------- | --------- |
| Mejor telenovela          | Ernesto Alonso         | Ganador   |
| Mejor actriz protagónica  | Christian Bach         | Nominada  |
| Mejor actor protagónico   | Humberto Zurita        | Ganador   |
| Mejor villano             | Enrique Álvarez Félix  | Ganador   |
| Mejor villano             | Víctor Junco           | Nominado  |
| Mejor primera actriz      | Alicia Rodríguez       | Nominada  |
| Mejor actriz joven        | Delia Casanova         | Nominada  |
| Mejor revelación femenina | Ofelia Cano            | Ganadora  |
| Mejor revelación femenina | Jacaranda Alfaro       | Nominada  |
| Mejor debutante femenino  | Claudia Incháurregui   | Nominada  |
| Mejor debutante masculino | Guillermo García Cantú | Nominado  |
| Mejor debutante masculino | Luis Xavier            | Ganador   |
| Mejor dirección de escena | José Rendón            | Ganador   |
| Mejor escritora           | María Zarattini        | Ganadora  |

## Versiones
- En 1997, Televisa realizó un remake de esta telenovela titulado La jaula de oro, producida por José Rendón y protagonizada por Edith González y Saúl Lisazo.
- En 2012 se estrenó un nuevo remake de esta historia, Amor bravío igualmente de Televisa y bajo la producción de Carlos Moreno Laguillo, siendo los protagonistas en esta versión Silvia Navarro y Cristián de la Fuente y en los papeles antagónicos Leticia Calderón, César Évora, Flavio Medina y Laura Carmine. Cabe destacar que el argumento ha sido cambiado, ya que se trata de una fusión entre De pura sangre y una historia original de las escritoras En los cuernos del amor.